# London on da Track
London on da Track, de son vrai nom London Holmes, né le 27 mars 1991 à Atlanta dans l'État de Géorgie, est un producteur de musique hip-hop américain.

## Biographie
London Holmes naît le 27 mars 1991 à Atlanta. Il commence une carrière de rappeur au sein du groupe Dem Boyz lorsqu'il est adolescent. N'ayant pas les moyens d'acheter des beats, Holmes décide d'apprendre à en produire lui-même, et devient le producteur affilié du groupe Rich Kidz. Dans le but d'attirer les artistes et ainsi se faire connaître dans tout Atlanta, London ne fait pas payer ses productions. En 2011, il collabore pour la première fois avec Young Thug sur le titre Curtains, issu de la mixtape I Came From Nothing 2. Leurs travaux conjoints au fil des années vont aider London à se faire connaître auprès d'une scène plus mainstream. Ainsi, il signe un contrat sur le label de Birdman, Cash Money Records, en mars 2014. Au mois d'août 2014, trois singles produits par London on da Track sont simultanément classés au Billboard Hot 100 : Hookah (de Tyga en collaboration avec Young Thug), About the Money (de T.I. en collaboration avec Young Thug) et Lifestyle (de Rich Gang). En 2019, il apparaît dans l’épisode final de l’émission américaine Rhythm + Flow en tant que producteur associé à la participante Londynn B.